# Puerto Enriqueta
Puerto Enriqueta (en inglés: Port Harriet) es una bahía en la costa este de la isla Soledad, del archipiélago de las Malvinas. Se encuentra al sur de Puerto Argentino/Stanley y al norte de Puerto Fitz Roy. En su interior contiene a la bahía Arena y la caleta Elisa. 
Este bahía es cerrada por el sur por la península Miguel, cuyo extremo oriental es la punta Foca.
El extremo austral de la península Miguel es uno de los puntos que determinan las líneas de base de la República Argentina, a partir de las cuales se miden los espacios marítimos que rodean al archipiélago.